# Instituto de Física da Universidade Federal da Bahia
O Instituto de Física da Universidade Federal da Bahia (IFUFBA) é uma das Unidades Universitárias da Universidade Federal da Bahia, onde se situam os cursos de Licenciatura e Bacharelado em Física. As atividades didáticas no IFUFBA ocorrem nos turnos diurno (07:00 às 17:00) e noturno (18:30 às 22:30), atendendo aos cursos de graduação em Física, de Ciências Exatas e da Terra e de Ciências Biológicas, oferecendo disciplinas semestrais. Além da graduação em Física, o IFUFBA possui os Programas de Pós-Graduação em Física (PPGF) e em Ensino, Filosofia e História das Ciências (PPEFHC), e também compartilha o Programa de Pós-Graduação em Geociências (PPGEO), junto com o Instituto de Geofísica da UFBA. Atualmente, o IFUFBA está dividido em três departamentos: Departamento de Física do Estado Sólido (DFES), Departamento de Física Geral (DFG) e Departamento de Física da Terra e do Meio Ambiente (DFT). O PPGF é formado essencialmente por professores permanentes do DFES e do DFG, com o Mestrado e o Doutorado nas áreas de Física Atômica e Molecular, Física Estatística, Física de Sólidos e Materiais e Teoria de Campos, Gravitação e Cosmologia, tendo atualmente conceito 3 na avaliação da CAPES. O PPEFHC é um programa multidisciplinar e multi-institucional, com Mestrado e Doutorado, tendo atualmente conceito 5 na avaliação da CAPES. O PPGEO é um programa interdisciplinar de pesquisa e ensino (Mestrado e Doutorado) nas áreas de Geofísica Aplicada e Oceanografia Física, tendo atualmente conceito 4 na avaliação da CAPES.
Atualmente, o IFUFBA é responsável pela coordenação da Olimpíada Brasileira de Física (OBF) no Estado da Bahia, levando os vencedores baianos às Olimpíada Internacional de Física, além de outras competições.[carece de fontes?]

## Histórico
O IFUFBA originou-se do antigo Instituto de Matemática e Física (IMF) da então Universidade da Bahia, em 1969, na gestão do reitor Edgard Santos. Inicialmente o IMF foi dirigido por Rubens Gouveia Lintz, cabendo ao professor Ramiro de Porto Alegre Muniz a chefia do Setor de Física. Em seguida, este setor foi chefiado por Waldez Alves da Cunha, vindo do Instituto Tecnológico da Aeronáutica (ITA) convidado pelo Prof. Ramiro. Na mesma ocasião, veio também Felippe Serpa, convidado pelo reitor Edgar Santos para participar de um programa de melhoramento da formação básica dos cursos de engenharia no Nordeste. O Prof. Lintz realizou um valioso trabalho no IMF, estimulando os jovens professores e recém-graduados a saírem em busca de estudos de pós-graduação. Após dois anos de trabalho (1960-1962), ele encerrou as suas atividades, deixando a direção. Em 13 de janeiro de 1963, Omar Catunda assumiu a direção do IMF e iniciou um grande trabalho, deixando, para sempre, uma grande marca de talento e de integridade intelectual. Em 1965, o IMF tinha o seu Setor de Física sob a direção de José Walter Bautista Vidal, físico e engenheiro civil, com pós-graduação na Universidade de Stanford (EUA). O Prof. Bautista Vidal, em colaboração com outros jovens físicos, conseguiu que a Universidade firmasse um convênio com a Petrobras, e com isso o IMF se responsabilizou em lecionar as disciplinas de Física e Matemática para o I Curso Básico de Geofísica, para técnicos daquela empresa. Esta foi, sem dúvida, a gênese do atual Programa de Pesquisa e Pós-Graduação em Geofísica da UFBA. Uma contribuição importante do IMF foi a modernização do ensino das duas disciplinas (Física e Matemática) no curso secundário da Bahia. Além disso, já naquela época, o Prof. Bautista Vidal tinha clara noção da importância da interação academia-empresa.
Com a publicação do decreto 62.241, de 8 de fevereiro de 1968, que estruturou a Universidade Federal da Bahia, surgiram os atuais Instituto de Física e Instituto de Matemática da Universidade Federal da Bahia. Originalmente, o IFUFBA era composto por dois departamentos (Departamento I e Departamento II). Somente em 1975 foram criados os atuais departamentos (DFES, DFG e DFT), com o DFT (antigo Departamento de Geofísica Nuclear) redefinido em 2008. O PPGF foi também criado em 1975, com a implantação do Mestrado em Física, contendo uma única área de concentração: Física do Estado Sólido. Esta opção inicial foi motivada pelo trabalho conjunto de professores da UFBA, da UNICAMP, do CBPF e da UnB, liderados pelo então diretor do IFUFBA, Professor Humberto Siqueiros Rodrigues Tanure, que na época realizavam estudos em propriedades eletrônicas e óticas de cristais e cristalografia. Com a criação do Programa de Pós-Graduação e Pesquisa em Física do Estado Sólido (aprovado pelo Conselho Departamental do IFUFBA em 11 de fevereiro de 1974), realizava-se um antigo anseio da criação de um núcleo de pesquisa básica em Física na Bahia, induzindo uma reformulação departamental no IFUFBA com a busca de aperfeiçoamento de seus docentes e novas contratações.
Nas décadas de 1980 e 1990, com a ampliação do corpo docente por meio de concursos públicos para professores e da qualificação de docentes do próprio IFUFBA, as áreas de concentração do Mestrado foram ampliadas para duas em 1990 e para quatro em 1992. Nesse período, o Mestrado passava pelo plano de recuperação de pós-graduação da CAPES e obteve conceito 3. Com a reformulação do PPGF em 2006, foi proposta a criação do Doutorado, que teve seu início em 2007, com conceito 4, tendo as atuais áreas de concentração. Recentemente, o conceito do PPGF do IFUFBA foi rebaixado para 3 na avaliação da CAPES.

## Estrutura organizacional
Atualmente, o instituto conta com um corpo docente de um pouco mais de 60 professores (97% do quadro com doutorado no Brasil ou Exterior), os quais são lotados nos três departamentos, DFES, DFG e DFT, e com cerca de 23 funcionários técnicos-administrativos. Cada departamento possui um chefe e um vice-chefe, eleitos pelos docentes, para um período de dois anos. O responsável pelo instituto é o diretor da unidade, eleito pelos professores, funcionários e estudantes, para um período de quatro anos. Outros cargos importantes são os coordenadores de graduação e de pós-graduação em Física. O primeiro é indicado pela direção e o segundo é eleito no Colegiado de Pós-Graduação em Física. Os membros deste colegiado são eleitos da seguinte forma: dois departamentos (DFES e DFG) elegem dois representantes, cada, e um quinto membro é eleito pelos professores permanentes da Pós-Graduação em Física. Os estudantes de pós-graduação também têm o direito a um representante estudantil no colegiado. Os cinco membros, junto com o estudante, elegem o coordenador e vice-coordenador. Note-se aqui que o coordenador do PPEFHC, com sede no IFUFBA, é eleito por outras regras (ver Regimento Interno). Os três chefes de departamento, os dois coordenadores de pós-graduação com sede no IFUFBA e o vice-diretor fazem parte da Congregação, presidida pelo diretor da unidade. Além desses membros, tem-se um representante do corpo docente, um representante técnico-administrativo e representantes da Unidade Universitária junto aos Conselhos Acadêmicos.
No total, o IFUFBA possui cerca de 600 estudantes de graduação (Licenciatura e Bacharelado) e de 100 estudantes de pós-graduação (Mestrado e Doutorado).[carece de fontes?]
Na tabela abaixo, encontra-se o histórico de gestores:
| Gestão    | Diretor                                   | Vice-diretor                                                         |
| --------- | ----------------------------------------- | -------------------------------------------------------------------- |
| 2016-2020 | Ricardo Carneiro Miranda Filho Filho      | Alexandre Leite Gadelha                                              |
| 2012-2016 | Raimundo Muniz Teixeira Filho             | Alberto Brum Novaes                                                  |
| 2008-2012 | Arthur Matos Neto                         | Edvaldo Nogueira Júnior (2008-2010)/Raimundo M. T. Filho (2010-2012) |
| 2004-2008 | Arthur Matos Neto                         | Raimundo Muniz Teixeira Filho                                        |
| 2001-2004 | Nice Maria Americano da Costa Costa Pinto | Ademir Eugênio de Santana (2001-2003)                                |
| 2000-2001 | Ademir Eugênio de Santana (pro tempore)   | -                                                                    |
| 1996-2000 | Manuel Blanco Martinez                    | Arthur Matos Neto                                                    |
| 1992-1996 | Aurino Ribeiro Filho                      | Manuel Blanco Martinez                                               |
| 1988-1992 | Manoel Marcos Freire D'Aguiar Neto        | Roberto Fernandes Silva Andrade                                      |
| 1984-1988 | Dionicarlos Soares de Vasconcelos         | Silvio Loureiro                                                      |
| 1980-1984 | Alvaro da Silva Ramos                     | Nice Maria Americano da Costa Costa Pinto                            |